# Skowronek
Skowronek var en hingst av hästrasen arabiskt fullblod. Han var en av de viktigaste avelshingstarna i arabens historia och gav föl som höll hög klass och som räknades som några av de vackraste araberna i världen. Namnet Skowronek betyder lärka eller sånglärka på polska. Skowronek var en ganska liten otroligt vacker gråskimmel med ett riktigt ädelt utseende och fint huvud.

## Historia
Skowronek föddes 1909 i Polen men importerades till England som femåring 1914 av konstnären Walter Winans. Walter köpte honom för 150 pund (ca 1950 svenska kronor). Walter red Skowronek men använde honom absolut mest som modell för sina bronsstatyer. Efter ett tag sålde Walter Skowronek till Mr Webb Wares som använde honom som ren ridhäst bland annat till jakter. Skowronek såldes dock vidare till Musgrave Clark där han blev avelshingst. Det var då som Judith Blunt-Lytton, eller Lady Wentworth som hon kallades, fick upp ögonen för honom. Hon var en baronessa i England och arvtagerska till ett av de största stuterierna i världen för arabiska fullblod. 
Judith Blunt-Lytton använde honom till avel och hans ättlingar blev kända över hela världen för sin höga kvalitet och fina, rena arabiska utseende. Judith Blunt-Lytton var så fäst vid Skowronek att hon nekade ett erbjudande på 250 000 pund (ca 10 miljoner svenska kronor idag) för hingsten. 
Skowronek dog i februari 1930, 22 år gammal.

## Avel
Skowronek kom att bli en av de viktigaste hingstarna i det arabiska fullblodets stambok. Hans föl höll alltid hög klass och Skowronek själv var en prisvinnande avelshingst. Skowronek hade hög fertilitet och starka arvsanlag. Hans son Naseem blev en av stamfäderna till de ryska araberna födda i Sovjetunionen på Tersk Stud. Skowroneks dotter Jalila såldes till en baron i Spanien där hon blev avelssto åt kungligheternas hästar. 
Skowronek avlades även på högklassiga ston av rasen Welshponny på Judith Blunt-Lyttons stuteri Crabbet Arabian Stud och Judith blev skaparen till ponnyrasen Welara som många gånger räknats som världens vackraste ponny.

## Utseende
Skowronek vann flera priser, inte bara för sin avelsförmåga utan även för sitt tydliga arabiska utseende. Han var gråskimmel, och även om han var ganska liten, så syntes det tydligt att han tillhörde det ädla arabiska fullblodet. Huvudet hade den karaktäristiska trekantiga formen med inåtbuktande nosrygg och stora, snälla ögon. Nacken och halsen var fint välvda och exteriören räknades som perfekt.